# Чилеански пацов камењарац
Чилеански пацов камењарац (лат. Aconaemys fuscus, енгл. Chilean rock rat) је врста глодарa из породице дегуа (лат. Octodontidae). 

## Распрострањење
Врста је присутна у следећим државама: Чиле и Аргентина.

## Станиште
Станишта врсте су шуме и пустиње. Врста је по висини распрострањена до 4.000 метара надморске висине. 

## Угроженост
Ова врста је наведена као последња брига, јер има широко распрострањење и честа је врста.